# Symfonie nr. 1 (Mahler)
De Eerste Symfonie, in D-groot van de componist Gustav Mahler componeerde hij grotendeels tussen 1887 en 1888, terwijl hij dirigent was van Opera van Leipzig. Hij incorporeerde elementen uit eerdere composities, met name zijn Lieder eines fahrenden Gesellen, waarmee hij een van de eersten was die het lied als muzikale vorm verenigde met de symfonie. Werd het bij de eerste uitvoeringen nog betiteld als een "symfonisch gedicht", verwees Mahler er in latere briefwisseling steevast naar als een symfonie. Het stuk werd voor het eerst opgevoerd in 1889 te Boedapest, maar het werd niet goed ontvangen.
Een van de bijzonderheden is het stuk Blumine, dat stamt uit een eerdere compositie, de overigens verloren gegane Der Trompeter von Säckingen. Mahler voegde Blumine toe als tweede deel van zijn symfonie maar schrapte het later, wellicht omdat de kritieken op dit stuk het felst waren, of op aansporing van zijn vrouw. Tegenwoordig wordt het nog zelden opgevoerd en eerder als een apart stuk dan als onderdeel van deze symfonie.
Nog opvallend is het derde deel, dat begint met een bewerking van het volksliedje Broeder Jacob. De vermenging van volkse elementen met de "hogere" muziekvorm, behoorde tot Mahlers signatuur.
Deze symfonie wordt ook vandaag nog betiteld als "Titan", hoewel Mahler zelf die naam enkel gebruikte bijr de eerste uitvoeringen. Eenmaal hij de definitieve vierdelige vorm had bereikt, liet hij de naam achterwege en verwees hij louter naar het volgnummer Eén. 

## Ontstaansgeschiedenis en structuur
Deze symfonie heeft een 'voorloper'. Dit is de Symphonische Dichtung in zwei Teilen.
Het bevat vijf (sub)delen die in twee hoofddelen zijn vervat. De titels ervan zijn beeldend bedoeld.
In de bewerking (in instrumentatie alsook qua muzieknoten) van dit symfonische gedicht tot symfonie schrapte Mahler, op aansporing van (zijn latere vrouw) Alma Schindler, het tweede deel dat als titel Blumine heeft. Tevens werd hierbij de structuur van hoofd- en subdelen verwijderd. Verder verwijderde Mahler de "lyrische" titels door titels die slechts verwijzen naar het tempo van de muziek.
| Versie I Vijf delen                                       |                                              | Versie II Vier delen |
| --------------------------------------------------------- | -------------------------------------------- | -------------------- |
|                                                           |                                              |                      |
| Deel 1: Aus den Tagen der Jugend                          |                                              |                      |
| 1 Frühling und kein Ende (Einleitung und Allegro Commodo) | 1 Langsam, schleppend; Immer sehr gemächlich |                      |
| 2 Blumine (Blumenkapittel) (Andante)                      | (Verwijderd)                                 |                      |
| 3 Mit vollen Segeln (Scherzo)                             | 2 Kräftig bewegt, doch nicht zu schnell      |                      |
|                                                           |                                              |                      |
| Deel 2: Commedia humana                                   |                                              |                      |
| 4 Gestrandet! Ein Totenmarsch in Callots Manier           | 3 Feierlich und gemessen, ohne zu schleppen  |                      |
| 5 Dall'Inferno al Paradiso (Allegro furioso)              | 4 Stürmisch bewegt                           |                      |

## Instrumentatie
De symfonie is gecomponeerd voor:
| Houtblazers - 4 fluiten (waarvan 3 ook piccolo) - 4 hobo's (waarvan 1 ook althobo) - 4 klarinetten (waarvan 1 ook basklarinet en 2 ook es-klarinet) - 3 fagotten (waarvan 1 ook contrafagot) Koperblazers - 7 hoorns - 4 of 5 trompetten (5e trompet dient ter versterking van de slotpassage) - 3 of 4 trombones (4e trombone ter versterking van de slotpassage) - tuba | Slagwerk - 6 pauken (2 spelers) - grote trom (in het derde deel een grote trom met bekkens bespeeld door dezelfde speler) - bekkens - triangel - tamtam Snaarinstrumenten - harp - 1e violen - 2e violen - altviolen - cello's - contrabassen |

## Analyse
De symfonie vertoont, in essentie, wat al de latere symfonieën van Mahler zou kenmerken: een klassieke structuur, echter met een unieke, gedurfde orkestratie, en een soms zeer intieme, haast spirituele sfeer. Hoewel Mahler alleen in een betrekkelijke korte periode programmamuziek in strikte zin schreef - naast 'Der Titan' bestaat er ook het symfonische gedicht 'Todtenfeier' dat hij later 'monteerde' (als openingsdeel) in zijn Tweede symfonie 'Auferstehung' - meende hij op enig moment dat de muziek die hij had geschreven slechts voor zichzelf moest spreken. Mahler trok een uitgebreide toelichting op de Eerste Symfonie - die nog wél van toepassing was op de eerdere 'symfonisch gedicht-versie' - dan ook uitdrukkelijk in.

### Deel 1
Als structuur heeft Mahler voor het eerste deel een duidelijke sonatevorm gekozen. Het begint met een langzame inleiding: het ontwaken der natuur. Hoge flageoletten van de strijkers, vogelgeluiden in de houtblazers en trompetsignalen uit de verte leiden de luisteraar langzaam naar het 1e thema, dat Mahler van zichzelf geleend heeft. Het is een citaat uit zijn lied "Ging heut' Morgen über's Feld", uit de Lieder eines Fahrenden Gesellen. Het deel bouwt langzaam op, tot het na de expositie weer terugkeert naar de inleiding. Een nieuwe opbouw volgt die leidt tot een uiteindelijke climax.

### Deel 2
Het tweede deel is een Ländler: een Oostenrijkse boerendans in 3/4 maat.

### Deel 3

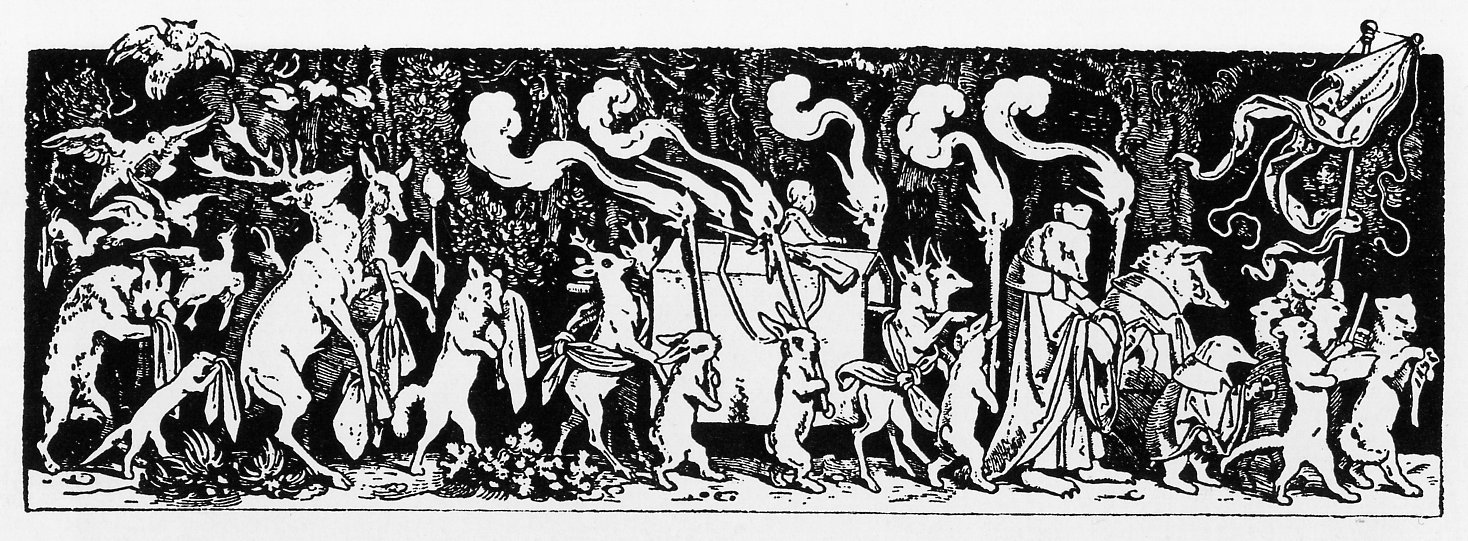
Begräbnis (Moritz von Schwind)

Het derde deel is een soort ironische dodenmars. Mahler heeft zich laten inspireren door een bij Oostenrijkse kinderen bekende prent van Moritz Ludwig von Schwind, waarop de dieren in een bos de overleden jager ten grave dragen. Ze doen hun best om zich treurig te gedragen, maar eigenlijk zijn ze erg vrolijk. Het deel is grotendeels gebaseerd op het liedje "Vader Jacob", maar dan in mineur. Bijzonder is dat de contrabas het thema inzet, waarna de andere instrumenten in canon volgen. Mahler laat duidelijk horen dat in de stoet ook een Boheems muzikantengroepje meeloopt. Als trio fungeert een verstilde melodie, "Sehr einfach und schlicht wie eine Volksweise". Mahler citeert hier opnieuw zichzelf uit een van de Lieder eines fahrenden Gesellen, namelijk "Die zwei blauen Augen", waarin de dichter, zijn mislukte liefde ontvlucht, rust vindt onder een lindeboom. Hierna keert het thema een halve toon hoger terug tot de stoet in de verte is verdwenen.

### Deel 4
Het buitengewoon heftige begin van het vierde deel verbeeldt een "plotselinge uitbraak van wanhoop, afkomstig uit een diep geraakt hart", aldus Mahler. Uiteindelijk zegeviert het goede in een groots koraal, waarbij Mahler voorschrijft dat de hoornisten opstaan, "um die möglichst grösste Schallkraft zu erzielen." De eventuele 5e trompet en 4e trombone dienen hier als ondersteuning van de hoorns.

## Opvoering en ontvangst
Het werk ging in première in Boedapest, in 1889. Het werk had echter een onduidelijk programma en zodoende begreep het publiek er niets van. De eerste uitvoering was dan ook een flop.
Voor de tweede uitvoering in Hamburg in 1892 presenteerde Mahler het werk op een andere manier. Hij voegde de titel Der Titan aan het werk toe en noemde het eine Dichtung in Symphonieform, een soort kruising tussen symfonie en symfonisch gedicht.
De bijnaam Titan verwijst naar de gelijknamige, semi-autobiografische roman van de schrijver Jean Paul (bijnaam voor Johann Paul Friedrich Richter): Mahler identificeerde zich blijkbaar sterk met dit boek en vond de titel passend als bijnaam voor de symfonie.
Omdat zo'n bijnaam alleen begrijpelijk is voor mensen die het boek gelezen hadden (en hebben: anderen denken aan de reusachtige wezens uit de mythologie van de klassieke oudheid), besloot Mahler deze voor een uitvoering in Berlijn in 1896 ook achterwege te laten. Hij werkte de compositie weer om en noemde deze nu 'symfonie': zijn eerste officiële symfonie was hiermee een feit.
Hoe dan ook, als componist was het voor Mahler vrijwel onmogelijk om een baan te vinden, dus na het voltooien van deze symfonie besloot hij, geheel tegen zijn zin, om een uitermate succesvolle carrière als dirigent op te pakken en zijn muziekwerken in de vrije tijd te componeren.